# アオノリ

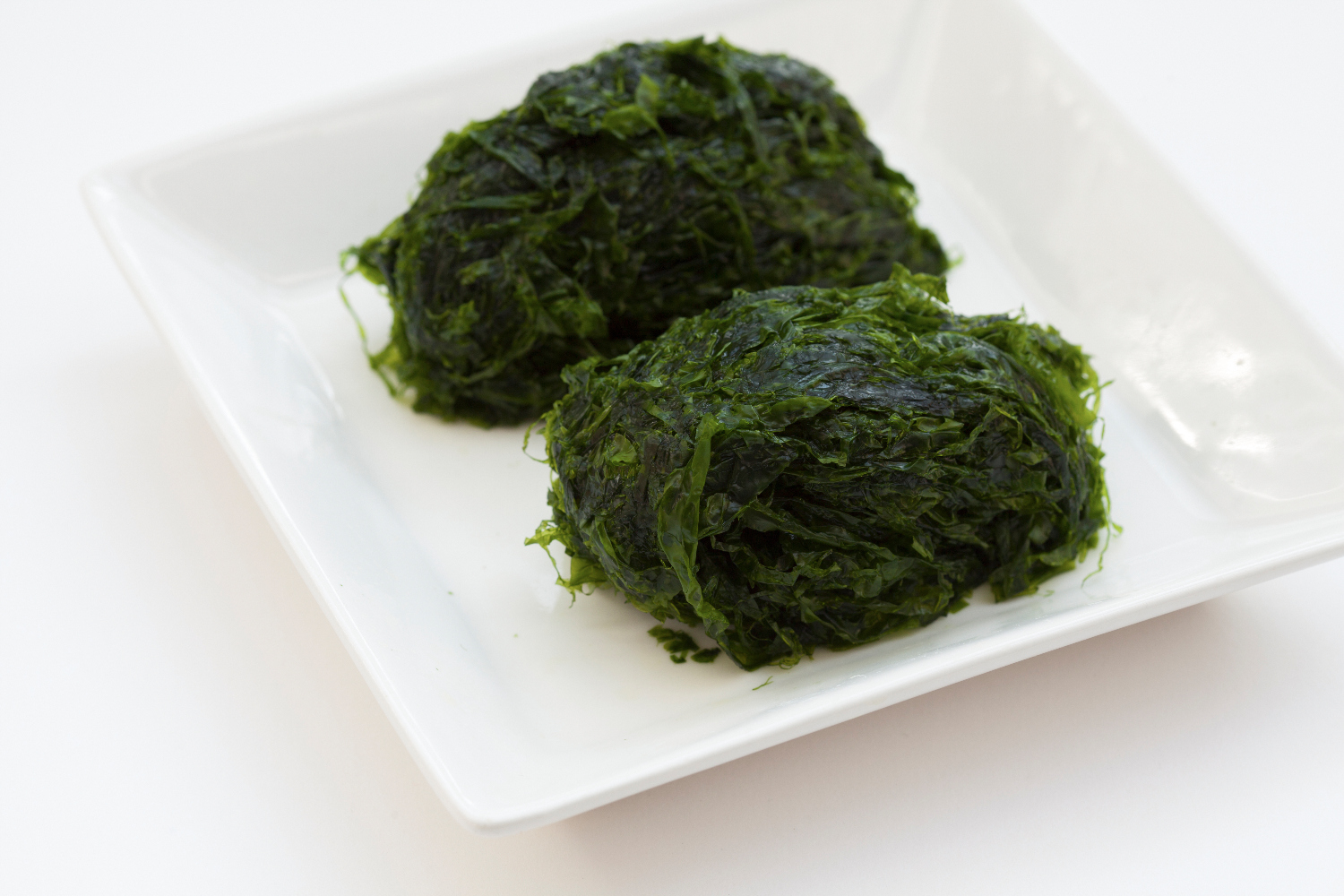
韓国の生青のり（ヒトエグサ属）

アオノリ（青海苔、青のり）は、スジアオノリなど食用として利用される数種類の海藻の総称。
植物分類としては以前は緑藻綱アオサ科アオノリ属 Enteromorpha の分類があったが、アオサ属 Ulva に移された。なお、地域によって「青のり」と呼ばれる場合があるヒトエグサは、従来はアオサ目に分類されアオサ類に属していたが、ヒビミドロ属に改められたため植物分類上はアオサ類からも外れている。
植物分類としてはアオサやヒトエグサはそれぞれ異なる種類の緑藻だが、食品としては長年の習慣で地域によってさまざまな名前で流通しており「あおさ海苔」や「青のり（ヒトエグサ）」などの食品表示がみられる。

## アオサ類と旧アオノリ属
植物としてのアオサ類は、狭義にはアオサ科アオサ属（Ulva）の海藻の総称、広義にはアオサ科あるいはアオサ目の海藻を含む海藻をいう。従来はアオサ科のうち、体の横断面が1層のものをアオノリ属、2層のものをアオサ属としていたが、DNA分析や比較形態学的研究から同属と指摘されるようになった。
旧アオノリ属にはスジアオノリ、ウスバアオノリ、ヒラアオノリ、ボウアオノリなどが属していた。

## 加工食品としての青のり

### 日本
日本食品標準成分表では「あおのり＜青海苔＞」の素干し（09002）を、スジアオノリを主体としてウスバアオノリを混ぜたものとしている。
- スジアオノリ - 高知県四万十川河口域産のものが有名。汽水域で養殖されており、陸上養殖も行われている[6][7]。
- ウスバアオノリ - もともと海に生息していた種でスジアオノリよりは高塩分の環境を好むとされる[8]。
- ヒトエグサ - 地域によって「青のり」と呼ばれている場合がある[3]。一大産地である三重県の伊勢志摩地方では「あおさのり」と呼ばれる。また沖縄県では「アーサ」と呼び、アーサ汁や天ぷらなどに利用される。

なお、日本食品標準成分表では「あおさ＜石蓴＞」の素干し（09001）も掲載されているが、アナアオサが主に食用とされるとなっており、「あおのり＜青海苔＞」とは別の分類としている。
- アナアオサ - 乾燥して2–3 mmの大きさに粉砕したものが「あおさ粉」などの名称で流通している[9]。大阪では「坂東粉」「バンド粉」と呼ばれる。

#### 生産
上記のように天然物が採取されるほか、主に海で養殖される。タンクを使った陸上養殖も取り組まれている。

#### 利用
- 汁物の実
- 青のり粉
  - 焼きそば
  - 焼きうどん
  - お好み焼き
  - たこ焼き
  - 磯辺揚げ
  - おはぎ
  - ところてん
  - 煎餅
  - 七味唐辛子
  - ふりかけ
  - ポテトチップスなどのスナック菓子

そのほか卵焼きに混ぜ込む、おむすびや温かいご飯にまぶすなど、様々な利用例がある。

### 朝鮮
朝鮮では青のりは「パレ（파래）」と呼ばれる。アオノリはナムルの野菜として食べられる。また、キム（韓国海苔）を作るためにも使われる。